# Malý Rohozec (zámek)
Zámek Malý Rohozec stojí v areálu pivovaru ve vsi Malý Rohozec, části města Turnov.

## Historie
První písemná zmínka o vsi Malý Rohozec pochází z roku 1565, kdy došlo k dělení dědictví po Adamu z Vartemberka. Ves tvořila po celou dobu součást rohozeckého panství. Spolu s ním se dostala do držení hraběte Mikuláše Desfourse. Ten nechal v roce 1640 postavit na místě původní obytné budovy barokní zámeček a vytvořil z něj zvláštní statek. Po jeho smrti v roce 1661 jej zdědila jeho dcera Marie Markéta, manželka Františka Václava Černína z Chudenic. Její manžel později zámek odkázal své dceři Evě z Walterscherchenu, od které jej v roce 1686 vykoupila Marie Polyxena Desfoursová. Tím se zámek stal opět součástí rohozeckého panství. V majetku Desfoursů zůstal do roku 1822, kdy zemřel František Antonín Desfours. Roku 1831 jej zakoupil kníže Rohan ze Sychrova a vzápětí připojil ke svijanskému panství. Ovšem už v roce 1834 zámek odkoupil továrník Ferdinand Unger a upravil jej do současné pseudorenesanční podoby. Navíc v zámku zřídil pivovar. Dnes slouží jako administrativní zázemí pivovaru, v přízemí pak funguje restaurace.

## Architektura
Současná pseudorenesenční podoba zámku pochází z roku 1834, kdy vznikl u zámku pivovar. Malorohozecký zámek je jednopatrová budova s obdélníkovým půdorysem, orientovaná podélně od severu na jih. Na severní straně je třípatrová věž s hodinami. Nádvoří zámku je uzavřené budovami pivovaru. Zámek prošel po roce 2010 rekonstrukcí.